# Лінус Обексер
Лінус Обексер (нім. Linus Obexer; 5 червня 1997 року, Швейцарія) — швейцарський футболіст, захисник клубу Янг Бойз. Нині виступає за швейцарський клуб «Лугано» на правах оренди.

## Клубна кар'єра
Обексер почав займатися футболом у клубі «Ланггассе», в 11 років перейшов в академію «Янг Бойз». Закінчив її в 2015 році. 12 травня 2016 року дебютував у швейцарському чемпіонаті в поєдинку проти «Санкт-Галлена», вийшовши у стартовому складі і будучи заміненим на 75-ій хвилині. Всього в першому для себе сезоні провів три зустрічі.
В сезоні 2016/17 зіграв ігор за рідну команду, але основним гравцем так і не став, через що надалі став здаватись в оренди, виступаючи за клуби «Ксамакс», «Арау» та «Лугано».

## Кар'єра в збірній
Грав у юнацьких збірних Швейцарії до 18 і 19 років. Брав участь у відбіркових частинах до юнацьких чемпіонатів Європи, однак у фінальну стадію разом зі збірною не виходив.

## Досягнення
- Володар Кубка Ліхтенштейну (1):

«Вадуц»: 2021-22